# Synagoga w Pyskowicach
Synagoga w Pyskowicach – nieistniejąca synagoga znajdująca się w Pyskowicach.
Pierwsza synagoga w Pyskowicach, drewniana, została zbudowana na początku XIX wieku. Po jej spłonięciu w 1822 roku w jej miejsce wzniesiono murowaną, którą spalono podczas tzw. nocy kryształtowej z 9 na 10 listopada 1938 roku . Po wojnie zachowały się jedynie mury zewnętrzne, obecnie na jej miejscu stoi dom mieszkalny.